# Вільховий Ріг (Берестинський район)
Вільховий Ріг — село в Україні, у Берестинському районі Харківської області. Населення становить 132 осіб. Орган місцевого самоврядування — Мартинівська сільська рада.

## Географія
Село Вільховий Ріг знаходиться на лівому березі річки Берестова, вище за течією примикає до села Кам'янка, нижче за течією на відстані 1 км розташоване село Абазівка, на протилежному березі — село Леб'яже. До села примикають лісові масиви. Через село проходить автомобільна дорога Т 2119.

## Історія
1860 — дата заснування.
Під час організованого радянською владою Голодомору 1932—1933 років померло щонайменше 84 жителі села.
На 1912 рік д. Вільховий ріг знаходилась у складі Наталинської волості Костянтиноградського повіту Полтавської губернії за 13 верст від волосного правління, з населенням 767 (371 чоловік і 396 жінок). Мала міністерську школу.

## Населення
Згідно з переписом УРСР 1989 року чисельність наявного населення села становила 192 особи, з яких 84 чоловіки та 108 жінок.
За переписом населення України 2001 року в селі мешкало 110 осіб.

### Мова
Розподіл населення за рідною мовою за даними перепису 2001 року:
| Мова       | Відсоток |
| ---------- | -------- |
| українська | 92,42 %  |
| російська  | 6,82 %   |
| молдовська | 0,76 %   |

## Об'єкти соціальної сфери
- Школа.